# Chely Wright
Richell Rene "Chely" Wright,(25 de octubre de 1970 es una cantante estadounidense de música country.
Aunque recibió el premio Academy of Country Music (ACM) como vocalista femenina en el mismo año de su debut, 1994, ninguna de sus canciones tuvo un impacto significativo en las listas. En 1997 entra en el Top 40 por primera vez con su "Shut Up and Drive" y dos años después consigue el primer puesto con "Single White Female". Además ha sacado siete álbumes de estudio con varias discográficas estando más de 15 veces en las listas country.
También ha escrito canciones para Brad Paisley, Richard Marx, Mindy Smith y Clay Walker, "I Can't Sleep". El 4 de mayo de 2010 salieron sus memorias Like Me y un nuevo álbum: Lifted Off the Ground. Hasta ese momento, los discos de Wright habían vendido alrededor de 975.000 copias en Estados Unidos a lo largo de su carrera.

## Biografía
Nacida en Kansas City (Misuri), Wright pasó su juventud en el pequeño pueblo Wellsville (Kansas). A los 11 años comenzó a cantar con bandas locales y finalmente creó su propio grupo llamado «County Line». Antes de terminar su educación secundaria, trabajó para Ozark Jubilee, un espectáculo de country que se realizaba en Branson (Misuri) desde hacía largo tiempo. Siguiendo el consejo de su abuelo, se presentó a una audición y consiguió una plaza en un musical en Opryland USA, un parque de atracciones. En 1992 firmó con Harold Shedd de Mercury/Polygram. Su primer álbum fue editado en 1994 en el sello Polydor.
El 3 de mayo de 2010, se convierte, en un reportaje de la revista People, en la primera cantante country en salir del armario Chely Wright es la primera persona cantante de música country en salir del armario ya que k.d. lang, la primera oficialmente, dejó su carrera en 1992 tras su anuncio.
Wright se casó con su prometida Lauren Blitzer el 20 de agosto de 2011 en Connecticut.

## Carrera musical

### Músico comercial
Tras editar dos discos sin éxito con el sello Mercury/Polygram, Wright pidió ser librada de su contrato y más tarde firmó con el sello MCA Nashville. Con MCA tuvo su primer éxito en llegar a los 20 más vendidos de la música country en 1997 con la canción «Shut Up and Drive» de su tercer álbum Let me in, que fue publicado por MCA Nashville. En 1999, su cuarto álbum, Single white female, le dio algunos éxitos y su primer disco de oro. Mientras estaba escribiendo su siguiente álbum, colaboró con el artista de country Brad Paisley en un dúo titulado «Hard to be a husband, hard to be a wife», que se escribió para el 75 aniversario del Grand Ole Opry. Paisley y Wright cantaron en directo la canción en un programa televisivo especial de la CBS y la canción fue editada como parte de la colección de canciones del especial. El dúo fue nominado posteriormente «Evento vocal del año» en los 35 premios anuales CMA. Wright también cantó con Diamond Rio en su álbum One More Day, así como en el álbum de Paisley Part II. Ambos fueron editados en 2001. Wright también apareció en la revista People como una de las 50 personas más guapas en 2001.

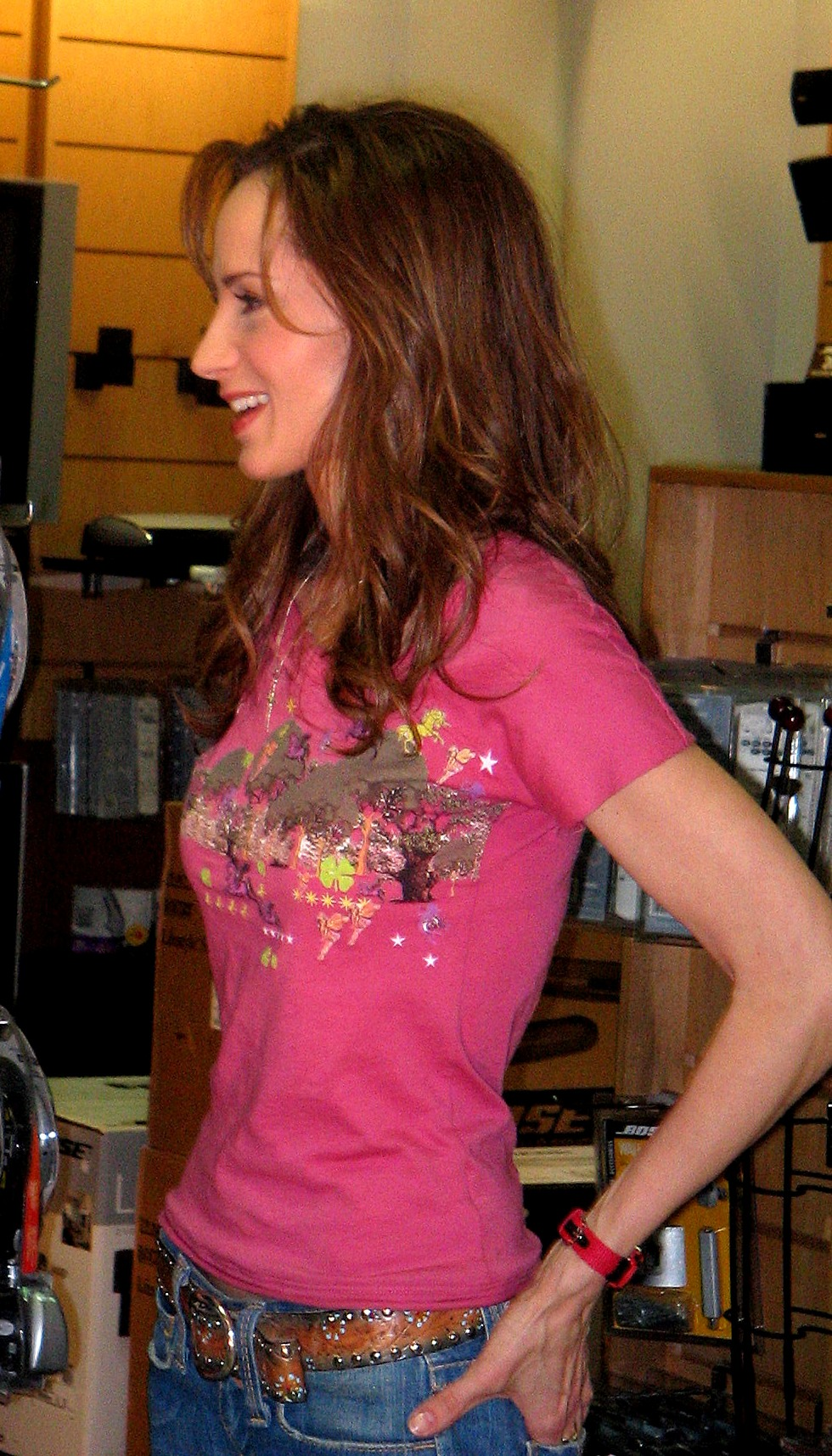
Chely Wright en el 2005

Fue premiada por MENC en 2001 con el premio «Stand Up For Music». Más tarde, ese mismo año, Wright editó su primer sencillo de su quinto álbum, Never love you enough. La publicación del álbum estaba prevista para el 11 de septiembre de 2001, pero se retrasó al 25 del mismo mes. Aunque Never love you enough debutó con el número 4 de la lista Billboard Country Albums, no pudo igualar el éxito de Single white female.
En 2002 Wright consiguió el premio «Fame» del MENC por su Reading, Writing and Rhythm Foundation. Ese mismo año, fue elegida el número 93 entre las 100 mujeres más sexys de 2002 y posteriormente el número 18 entre las 20 mujeres más calientes en música, en ambos casos, por la revista FHM. En 2003 fue nombrada «Mujer del año» por la American Legion Auxiliary y «Oriundo de Kansas del año» por su carrera, su trabajo en la beneficencia y su apoyo a las fuerzas armadas de Estados Unidos. También fue coautora del éxito de 2003 de Clay Walker, «I can't sleep», que llegó a estar entre los 10 singles más vendidos.

### Artista independiente
En 2003 Wright se separó de MCA Nashville, después de que Never love you enough no vendiera lo que se esperaba. En enero de 2004 firmó un nuevo contrato con el sello discográfico independiente Vivaton, comenzando la preparación de su nuevo álbum. A pesar de que se editó un vídeo musical para una canción titulada «The back of the bottom drawer», el álbum nunca llegó a editarse. Wright anunció que se separaba de Vivaton en junio de 2004.

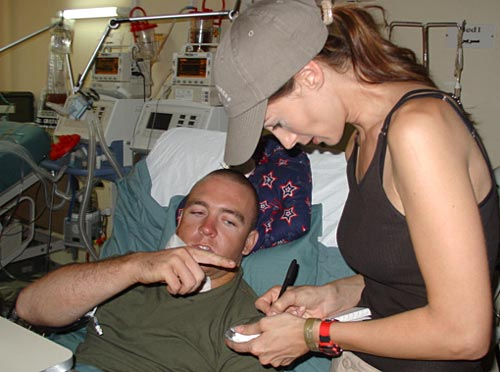
Chely Wright firmando un autógrafo a un marino

Sin sello de nuevo, editó un sencillo a finales de 2004, aunque prácticamente solo por Internet y en varias estaciones de radio. La canción, titulada «Bumper of my S.U.V.», había sido escrita por Wright a consecuencia de un altercado con una mujer furiosa que había observado la pegatina de los marines de los EE. UU. que Wright llevaba en su parachoques trasero. Al éxito de «Bumper of my S.U.V.», editado por el propio sello de Wright, Painted Red Music Group, le siguió un EP titulado Everything. El disco incluía las canciones «The back of the bottom drawer» y «Bumper of my S.U.V.», junto con cuatro demos. El álbum se vendía exclusivamente a través de la página de Wright (donde afirma que editó el álbum para sus fanes) y más tarde lo comercializó a través de diversas cadenas minoristas como Wal-Mart, Target y Best Buy. El éxito del EP llevó a Wright a firmar con el sello Dualtone Records.
El sexto álbum de Wright se tituló The Metropolitan Hotel y fue editado el 20 de febrero de 2005 en el sello Dualtone Records. El CD incluía tanto «The back of the bottom drawer» como «Bumper of my S.U.V.», junto con otras diez canciones, la mayoría escritas por ella o en colaboración. El álbum fue producido en colaboración con su propia compañía. Aunque no fue un éxito comercial de impacto, debutó en el número 18 de la lista de country del Billboard (llegó al número 7 de la lista de álbumes independientes). El cuarto sencillo de The Metropolitan Hotel fue «C'est la vie (You never can tell)», una versión renombrada de la canción de Chuck Berry «You Never Can Tell».

### Lifted off the ground
Wright firmó con Vanguard Records en 2008. Editó su séptimo álbum de estudio Lifted off the ground el 4 de mayo de 2010. El álbum fue producido por Rodney Crowell, ganador del Grammy. Todas las pistas del álbum fueron escritas por Wright, a excepción de «Heavenly days», que escribió junto a Rodney Crowell. Se ha anunciado que el primer sencillo será «Broken», que fue estrenada en la radio en abril de 2010.

## Filantropía
Wright es la fundadora de la Reading, Writing, and Rhythm Foundation. una fundación sin ánimo de lucro que ayuda en la educación musical en EE. UU. con instrumentos y equipamiento. Para obtener fondos realiza una campaña cada junio en el Nashville Wildhorse Saloon, antes de la celebración en el CMA Music Festival.

## Discografía
Álbumes de estudio
- 1994: Woman in the Moon
- 1996: Right in the Middle of It
- 1997: Let Me In
- 1999: Single White Female
- 2001: Never Love You Enough
- 2005: The Metropolitan Hotel
- 2010: Lifted Off the Ground

Recopilatorios
- 2003: 20th Century Masters - The Millennium Collection: The Best of Chely Wright
- 2007: The Definitive Collection

Extended plays
- 2004: Everything (EP)
- 2005: Live EP (Digital EP)

## Filmografía
Wright hace su debut en la película de Walt Disney Max Keeble's Big Move, interpretando el papel de profesora de Max.

## Premios
Honores

- 2003 American Legion Auxiliary Woman of the Year
- 2002 Kansan Of the Year

Academy of Country Music Awards 

- 1999 Best Female Vocalist (nominada)
- 1999 Best Music Video (por Single White Female) (nominada)
- 1995 Best New Female Vocalist

Country Music Association Awards 

- 2001 Vocal Event of the Year (with Brad Paisley) (nominada)
- 2000 Horizon Award (nominada)
- 1999 Horizon Award (nominada)

Country Music Television

- 1999 Female Video Artist (nominada)

CMT's Flameworthy Awards
- 2002 Video Fashion Plate (por Jezebel)

MENC: The National Association for Music Education

- 2002 FAME Award
- 2001 Stand Up For Music Award

International Bluegrass Music Awards

- 2002 Recorded Event of the Year-Ralph Stanley's Clinch Mountain Sweethearts

TNN/Music City News Awards

- 1996 Star of Tomorrow Female (nominada)

Country Weekly Awards

- 1999 Fast Track Artist (nominada)
- 2001 Vocal Collaboration (with Brad Paisley) (nominada)
- 2005 Star With Biggest Heart (nominada)
- 2005 Best Patriotic Song (por The Bumper Of My SUV) (nominada)
- 2006 Star With Biggest Heart (nominada)

Jukebox Awards

- 1996 Best New Artist (nominada)

People Magazine

- 2001 50 Most Beautiful People
- 2005 Critic's Choice (por The Metropolitan Hotel)

FHM Magazine

- 2002 20 Hottest Women In Music
- 2002 100 Sexiest Women of 2002

BMI Award 

- I Can't Sleep (songwriter-2005)